# موسى هامبتون
موسى هامبتون (بالإنجليزية: Moses Hampton)‏ هو محامي وقاضي وسياسي أمريكي، ولد في 28 أكتوبر 1803 في الولايات المتحدة، وتوفي في 27 يونيو 1878 في نفس البلد. حزبياً، نشط في حزب اليمين. وقد انتخب عضو مجلس النواب الأمريكي.